# Hasso (I) von Wedel-Uchtenhagen
Hasso (I.) von Wedel-Uchtenhagen († 1364) war ein Vogt der Neumark.
Hasso von Wedel war ein Sohn oder, unwahrscheinlicher, ein Enkel des pommerschen Hofmarschalls Wedego von Wedel aus dem Adelsgeschlecht Wedel, und dabei im zweiten Fall gegebenenfalls ein Sohn des neumärkischen Vogtes Wedego von Wedel und seiner Frau Kunigunde.
Er wurde am 7. Oktober 1352 in der Nachfolge des verstorbenen Hasso von Wedel-Schivelbein von Markgraf Ludwig in Küstrin zum Hauptmann der Lande über der Oder ernannt. Sein faktischer Einfluss erstreckte sich nicht auf die ganze Neumark, denn die Gegend an Warthe und Netze wurde von Betekin von der Osten(-Driesen) beherrscht. Der Markgraf machte Wedel weitgehende Zugeständnisse, indem er ihm die Erhebung sämtlicher Einnahmen der Neumark übertrug und jeden Akt des Verkaufs, der Verpfändung und Belehnung von seiner Zustimmung abhängig machte. Der Umstand, dass die Landeshauptmannschaft bereits am 7. April 1353 auf den Ritter Otto von Schlieben übertragen wurde, weist darauf hin, dass es sich bei der Einsetzung Wedels in erster Linie um ein Pfandgeschäft zwischen dem insolventen Markgrafen und einem seiner Gläubiger handelte.
Wedel wurde am 26. April 1354 zum Hauptmann von Schivelbein bestimmt mit der Weisung, dort, in unmittelbarer Nähe zur pommerschen Grenze, 100 Mann in kriegsmäßiger Rüstung zu unterhalten.